# 扇谷遺跡

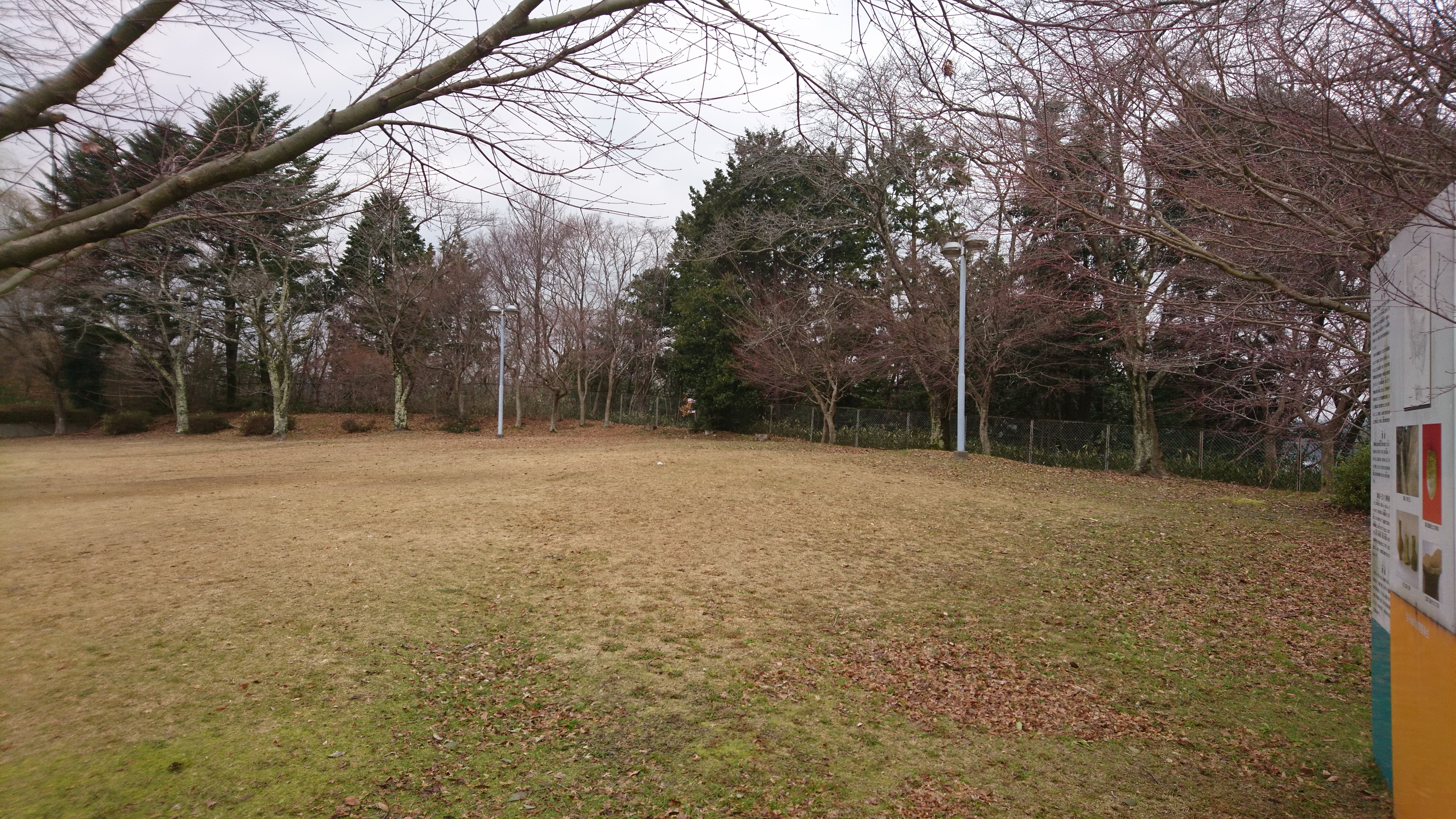
2018年1月19日、丘陵上の写真

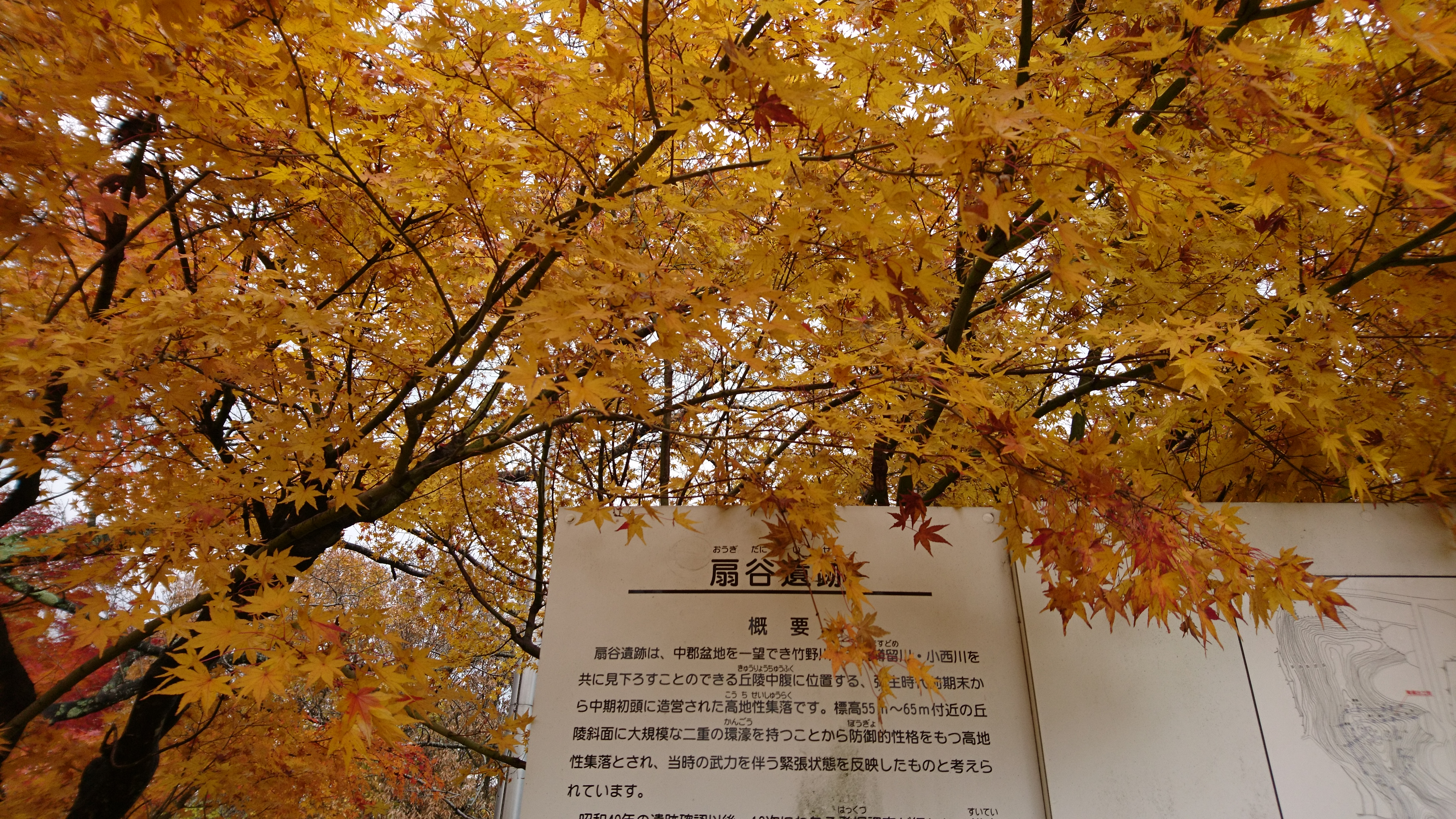
解説板

扇谷遺跡（おうぎたにいせき）は、京都府京丹後市峰山町に所在する、弥生時代前期末から中期初頭にかけて比較的短期間営まれた日本最古とされる高地性集落跡の遺跡。京丹後市指定史跡。

## 概要
環濠集落ともみなされ、陶塤、菅玉、鉄製品、ガラスの塊、紡錘車など出土遺跡には学術的価値が高く、それらの分析の結果から、扇谷遺跡には当時の“ハイテクノロジー集団”が存在していたと考えられている。近畿地方最古の鉄斧も扇谷遺跡の周濠から出土している。また陶塤は京都府暫定登録文化財に登録されている。
遺跡を取り囲む周濠は、最大幅6メートル・最大深さ4メートルの濠が二重になっており、内濠の延長は850メートルに及ぶ。集落は丘陵の頂や屋根づたいにあったのではないかと想定されているが、1974年（昭和49年）以降、複数回に及ぶ発掘調査でも明らかにはなっていない。出土品のほとんどは、周壕から出土している。
周辺地域には、弥生時代から古墳時代にかけての遺跡が多く分布し、歴史学者・門脇禎二が提唱した「丹後王国論」の一部であると位置づけられる。

## 場所
峰山町の杉谷・丹波・荒山の地区にまたがる丘陵の上にあり、標高56～66メートル、平地部との比高は30～40メートルと低いが、東に丹後半島を南北に貫流する竹野川の本流を望み、南北に広がる沖積地を眺望できる地点である。2018年（平成30年）現在、その場所には、京都府丹後文化会館、京丹後市立峰山図書館等が建っている。